# Seleção Iraniana de Futebol de Areia
A Seleção Iraniana de Futebol de Areia representa o Irã em amistosos e torneios oficiais de futebol de areia (ou beach soccer).
Em 2023, conquistou sua terceira Copa da Ásia a derrotar o Japão por 6–0 na final. Em 2025, ganhou novamente o torneio asiático, vencendo Omã por 8–1 na decisão.

## Títulos
| Mundiais          | Mundiais                 | Mundiais | Mundiais                |
|                   | Competição               | Vezes    | Ano                     |
| ----------------- | ------------------------ | -------- | ----------------------- |
|                   | Copa Intercontinental    | 3        | 2013, 2018 e 2019       |
| Intercontinentais |                          |          |                         |
|                   | Competição               | Vezes    | Ano                     |
|                   | Copa Persa               | 2        | 2017 e 2018             |
| Continentais      |                          |          |                         |
|                   | Competição               | Vezes    | Ano                     |
|                   | Copa da Ásia             | 4        | 2013, 2017, 2023 e 2025 |
|                   | Jogos Asiáticos de Praia | 2        | 2012 e 2014             |
|                   | Torneio Continental      | 1        | 2016                    |
|                   | WAFF                     | 1        | 2013                    |